# Trudi Lacey
Trudi Lacey (Clifton Forge, 12 dicembre 1958) è un'ex cestista e allenatrice di pallacanestro statunitense, professionista nella WNBA.

## Carriera
Con gli Stati Uniti ha disputato due edizioni delle Universiadi (Bucarest 1981, Edmonton 1983).